# Smicripidae
Smicripidae – rodzina chrząszczy z podrzędu wielożernych i nadrodziny zgniotków. Obejmuje dwa rodzaje, kenozoiczny, żyjący także współcześnie Smicrips i mezozoiczny, znany tylko z kredy Mesosmicrips. Gatunki współczesne zamieszkują strefy tropikalną i subtropikalną obu Ameryk, natomiast wymarłe znane są z Europy i Azji. Postacie dorosłe odżywiają się kwiatostanami arekowatych, kaktusowatych,  bobowatych i męczennicowatych. Larwy są mykofagiczne.

## Morfologia

### Owad dorosły
Chrząszcze o ciele długości od 1 do 1,9 mm, umiarkowanie grzbietobrzusznie spłaszczonym, o równoległych w zarysie bokach i pomarańczowobrązowym do ciemnobrunatnego ubarwieniu. Wierzch ciała porasta skąpe i krótkie owłosienie.
Głowa jest prognatyczna, w zarysie trójkątnawa do prostokątnawej, o głęboko wciśniętym i wyraźnie łukowatym szwie epistomalnym, bardzo słabo wciśniętych  i zredukowanych rowkach podczułkowych, ściętej do szeroko wklęśniętej przedniej krawędzi nadustka i wyraźnie od niego odgraniczonej szwem wardze górnej z przednią krawędzią zaokrągloną, ściętą lub szeroko wykrojoną. Niewielkie oczy mogą mieć rozmaitych rozmiarów fasetki i pozbawione są szczecinek. Czułki buduje 11 członów, z których trzy ostatnie formują luźno zestawioną, często niesymetryczną buławkę. Głaszczki szczękowe budują trzy, a wargowe dwa człony. Na szyi obecne są skleryty szyjne.
Długość przedplecza wynosi między 0,7 a 1,1 jego szerokości. Ma ono rozwarte i zaokrąglone kąty przednie, a kąty tylne tępo zaokrąglone u wszystkich gatunków oprócz Mesosmicrips cretacea. Brzegi boczne przedplecza są nierozpłaszczone, u Mesosmicrips ząbkowane. Tarczka jest dobrze wykształcona. Pokrywy są od 1¼ do 1¾ raza dłuższe niż razem szerokie, skrócone tak, że odsłaniają od części ostatniego do ponad dwóch ostatnich tergitów odwłoka, na szczycie ścięte do osobno, szeroko zaokrąglonych, pozbawione rządka przyszwowego. Epipleury bywają od niemal niewidocznych, przez niekompletne po prawie kompletne. Użyłkowanie skrzydeł tylnej pary jest zredukowane, a płata analnego brak zupełnie. Wyrostek międzybiodrowy przedpiersia jest krótki u Smicrips, a długi u Mesosmicrips. Panewki przednich bioder są poprzeczne i od zewnątrz szeroko otwarte, środkowych bioder poprzeczne i otwarte bocznie, a tylnych bioder poprzeczne i szeroko odseparowane. Golenie są wąskie u Smicrips, a u Mesosmicrips ku szczytom rozszerzone. Stopy zbudowane są z czterech lub pięciu członów, z których przedostatni jest zdrobniały, a ostatni wydłużony, co najmniej tak długi jak poprzednie razem wzięte, zaopatrzony w niezmodyfikowane pazurki.
Na spodzie odwłoka widocznych jest pięć sternitów. Samiec ma edeagus o symetrycznych, częściowo ze sobą, jak i z fallobazą zlanych paramerach oraz słabo zesklerotyzowanym płacie środkowym (prąciu). Pokładełko samicy ma częściowo zrośnięte ze sobą gonokoksyty i przedwierzchołkowo umiejscowione styliki.

### Larwa
Ciało larwy jest grzbietobrzusznie spłaszczone, o równoległych w zarysie bokach. Oskórek bywa jasny do umiarkowanie pigmentowanego, zawsze pozbawiony jest guzków, a wszystkie szczecinki na jego powierzchni są niezmodyfikowane. Głowa jest prognatyczna do lekko hipognatycznej, o V-kształtnych szwach czołowych, zaopatrzona w jedną parę oczek larwalnych i trójczłonowe czułki, na tylnej krawędzi wyraźnie wykrojona. Warga górna jest duża i wolna. Żuwaczki mają dwuzębne wierzchołki, ząbkowane krawędzie wewnętrzne i wyraźne mole, natomiast pozbawione są prostek. Szczęki mają wyraźnie wykształcone male i dwuczłonowe głaszczki. Warga dolna ma wyodrębnione przedbródek i zabródek oraz jednoczłonowe głaszczki. Gula jest dłuższa niż szersza, a szwy gularne nie stykają się ze sobą. Tułów ma zesklerotyzowane przedplecze oraz pozbawione sklerotyzacji śródplecze i zaplecze. Przedtułów jest szerszy od głowy. Odnóża mają uda i golenie dłuższe niż szersze, a przedstopia z pojedynczą szczecinką. Odwłok buduje dziesięć segmentów, z których ostatni jest od góry niewidoczny. Przetchlinki nie są wyniesione. Urogomfy są nieruchome i nieczłonowane.

## Biologia i ekologia
Postacie dorosłe są antofagiczne i odżywiają się kwiatostanami okrytonasiennych. Do ich poznanych roślin żywicielskich należą bucja, kokosowiec i Sabal z rodziny arekowatych, opuncja z rodziny kaktusowatych, Havardia i Inga z rodziny bobowatych oraz męczennica z rodziny męczennicowatych. Poza tym postacie dorosłe spotyka się wśród listowia drzew i krzewów, w szczelinach kory, na trawach i roślinach zielnych, a nawet w gniazdach pszczół bezżądłowych z rodzaju Melipona.
Larwy są głównie mykofagiczne. Spotykane są wśród gnijącej materii roślinnej i w ściółce, zwykle w pobliżu roślin pokarmowych postaci dorosłych.

## Rozprzestrzenienie
Współcześnie Smicripidae występują w strefie podzwrotnikowej i międzyzwrotnikowej obu Ameryk. Na północy dochodzą do południowej Kalifornii, południowo-wschodnich Stanów Zjednoczonych i Bahamów. Obecni są w Meksyku, krajach Ameryki Centralnej, Wielkich Antylach, Małych Antylach oraz północnej i środkowej części Ameryki Południowej. Na południe sięgają do Boliwii i Argentyny. W eocenie przedstawiciele rodzaju Smicrips występowali także w Europie. Jako że chrząszcze te są wyraźnie kriofobowe (unikają chłodnych środowisk), przypuszcza się, że do migracji między kontynentami europejskim i amerykańskim doszło w czasie jednego z eoceńskich optimów termicznych.

## Taksonomia i ewolucja
Pierwszy gatunek tych chrząszczy opisał w 1864 roku Andrew D. Murray umieszczając go w taksonie odpowiadającym dzisiejszym Kateretidae. W 1878 roku John L. LeConte wprowadził rodzaj Smicrips, a w 1879 roku George H. Horn umieścił go we własnym plemieniu Smicripini. W wieku XIX i przez większą część wieku XX omawiane chrząszcze klasyfikowano często w łyszczynkowatych lub obumierkowatych, najczęściej w randze podrodziny. Rangę osobnej rodziny jako pierwsi nadali im Adam G. Böving i Frank C. Craighead w 1931 roku, ale i w późniejszych latach zdarzało się, że były one klasyfikowane z rangą niższą. Status osobnej rodziny miało one jednak w systemach najpowszechniej używanych, w tym Roya A. Crowsona z 1955 i 1967 roku, Johna F. Lawrence’a i Alfreda F. Newtona z 1995 roku czy Patrice’a Boucharda z 2011 roku.
Smicripidae pozostawały taksonem monotypowym do 2017 roku, kiedy to Aleksander Kirejczuk przeniósł jeden z wymarłych gatunków do nowego rodzaju. Po tym kroku do rodziny należą dwa rodzaje:
- †Mesosmicrips Kirejtshuk, 2017,
- Smicrips LeConte, 1878.

Obejmują one łącznie 11 opisanych gatunków, w tym sześć współczesnych. Faktyczna liczba gatunków współczesnych jest jednak znacznie większa, obejmując zarówno te już odkryte i oczekujące formalnego opisu, jak i taksony jeszcze nieodkryte. Zapis kopalny Mesosmicrips pochodzi z cenomanu w kredzie, a zapis Smicrips zaczyna się w eocenie.
Smicripidae umieszczane są w infarzędzie Cucujiformia, niemal zawsze w nadrodzinie zgniotków lub w Nitiduloidea, jeśli taką nadrodzinę się ze zgniotków wydziela. Tworzenie kladu przez Smicripidae, Kateretidae i łyszczynkowate ma dobre wsparcie w danych morfologicznych, jednak Smicripidae są pomijane w większości analiz molekularnych. W uwzględniającej tę grupę molekularnej analizie Jamesa A. Robertsona i innych z 2015 roku zajęły one pozycję siostrzaną dla kladu obejmującego łyszczynkowate i Kateretidae.